# Lega Pallavolo Serie A femminile
Lega Pallavolo Serie A femminile är en organisation för de lag som spelar i de italienska damvolleybollserierna serie A1 och serie A2 (de två översta serierna i seriesystemet). Organisationen bildades 6 juni 1987 på Palasport i Modena. Den organiserar de bägge serierna samt Coppa Italia och italienska supercupen. De förhandlar också å de medverkande organisationernas vägnar när det gäller t.ex. mediarättigheter.

## Presidenter
- 1987-1993: Carlo Fracanzani
- 1993-1995: Mario Abis
- 1995: Michele Uva
- 1995-1997: Pierangelo Mezzanzanica
- 1997-2000: Gianfranco Briani
- 2000: Roberto Beltrami
- 2000-2005: Francesco Franchi
- 2005-2006: Förvaltningskommitté , ledd av Massimo De Stefano
- 2006: Massimo De Stefano
- 2006-: Mauro Fabris